# Iti
Iti es un género de plantas fanerógamas de la familia Brassicaceae. Comprende una especie: Iti lacustris Garn.-Jones & P.N.Johnson. 
Está considerado un probable sinónimo del género Cardamine L.